# 浄蓮寺 (浜田市金城町)
浄蓮寺（じょうれんじ）は、島根県浜田市金城町長田にある真宗大谷派の寺院。

## 概要
明治期に日本人として初めて、鎖国中のチベットへの入国を試みた仏教学者・能海寛の生家にあたる寺院で、顕彰碑が残されているほか、近くにある浜田市金城歴史民俗資料館には彼の資料が残っている。
現在の本堂は能海寛が出発前に設計し、1916年（大正5年）に完成したもの。

## 境内
- 本堂
- 能海寛顕彰碑

境内横には能海寛手植えのハクモクレンの巨木があり、浜田市指定の天然記念物となっている。

## 交通アクセス
- JR浜田駅から石見交通バス 波佐線 終点「東谷下」から徒歩10～15分
- 浜田自動車道・金城スマートインターチェンジから車で約20分